# Stosunki polsko-czeskie

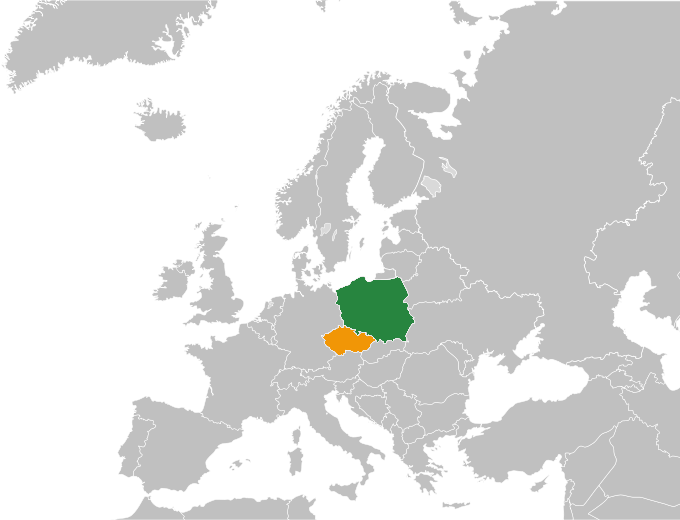
Położenie Polski i Czech

Stosunki polsko-czeskie – wzajemne relacje łączące Polskę i Czechy.

## Rys historyczny

### Średniowiecze
Aktem dobrych relacji Piastów z Przemyślidami był ślub Mieszka I z Dobrawą. Mimo to w roku 990 wybuchła wojna polsko-czeska. W latach 1300–1306 Przemyślidzi nawet rządzili w Polsce (Wacław II, niekoronowany, lecz przez kilka miesięcy de facto rządzący Wacław III). W XV wieku miała miejsca wojna czesko-polsko-węgierska, miał też miejsce rozejm w Muchoborze Małym. 21 lipca 1479 roku miał miejsce pokój w Ołomuńcu, w wyniku którego polepszyły się relacje między dynastią Jagiellonów, a Maciejem Korwinem, królem Czech.

### Czechosłowacja
W 1919 roku doszło do krótkotrwałej wojny polsko-czechosłowackiej na tle konfliktów granicznych. Stosunki dyplomatyczne między Polską a ówczesną Czechosłowacją zostały nawiązane 23 marca 1920 r. 2 października 1924 w Genewie podpisano Protokół o pokojowym rozwiązywaniu sporów międzynarodowych, protokół podpisało 48 państw, w tym Polska i Czechosłowacja. Mimo to relacje polsko-czechosłowackie do końca okresu międzywojennego były nieprzyjazne, czego powodem były spory graniczne i brak woli współpracy ze strony najwyższych władz po obu stronach.
Mimo napięć politycznych, stosunki na niższym szczeblu układały się na ogół przyjaźnie, co przejawiało się między innymi we współpracy w dziedzinie sportów motorowych. Na 1926 rok planowany był rajd Automobilklubu Polski w charakterze imprezy polsko-czechosłowackiej (nie doszedł do skutku z powodu przewrotu majowego), po czym zrealizowano to w 1929 roku, kiedy VIII Rajd AP przebiegał częściowo na terenie Czechosłowacji, spotykając się z życzliwym przyjęciem, a liczną grupę stanowili zawodnicy czechosłowaccy. Samochody produkcji czechosłowackiej, zwłaszcza Tatra i Praga, cieszyły się przy tym dobrą renomą i były jednymi z najpopularniejszych marek w Polsce.

## Współpraca polityczna w okresie III RP

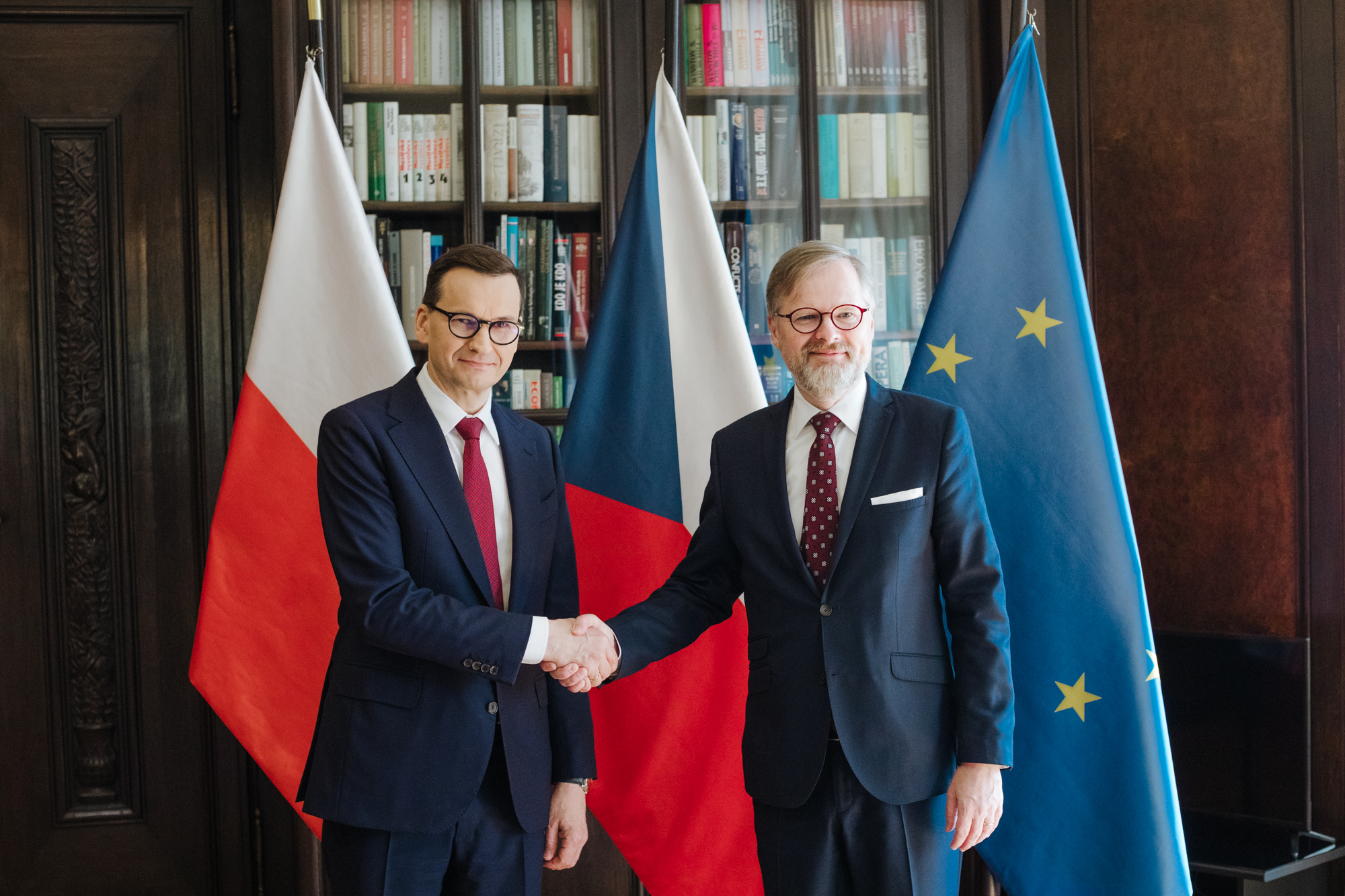
Spotkanie premierów Polski i Czech – Mateusza Morawiecki i Petra Fiali w Pradze, 2022

Obecnie relacje polsko-czeskie reguluje zawarty 6 października 1991 r. Układ między Rzecząpospolitą Polską a Czeską i Słowacką Republiką Federacyjną o dobrym sąsiedztwie, solidarności i przyjacielskiej współpracy podpisany przez Prezydentów L. Wałęsę i V. Havla.
Relacje między Polską a Czechami oceniane są jako przeżywające najlepszy okres w najnowszej historii. Rokrocznie odbywają się Konsultacje Międzyrządowe, od 1994 r. funkcjonuje Polsko-Czeska Komisja Międzyrządowa ds. Współpracy Transgranicznej. W 2008 r. Ministrowie Spraw Zagranicznych Polski i Czech powołali Forum Polsko-Czeskie, wspierające rozwój kontaktów międzyludzkich, poprzez dofinansowanie lokalnych projektów.
W Parlamencie RP funkcjonuje polsko-czeska grupa parlamentarna, w Parlamencie Republiki Czeskiej grupa czesko-polska.

## Współpraca gospodarcza

### Gospodarcze umowy dwustronne
Stosunki gospodarcze między Polską i Republiką Czeską regulują następujące umowy:
- Umowa między Rządem RP a Rządem RCz w sprawie unikania podwójnego opodatkowania i zapobiegania uchylaniu się od opodatkowania w zakresie podatków od dochodu, podpisana w dniu 13 września 2011 roku w Warszawie (weszła w życie 1 stycznia 2013 roku);
- Umowa między Rządem RP a Rządem RCz o popieraniu i wzajemnej ochronie inwestycji, podpisana w dniu 16 lipca 1993 roku w Pradze;
- Umowa między Rządem RP a Rządem RCz o prowadzeniu robót geologicznych w rejonie wspólnej granicy państwowej, podpisana w dniu 19 sierpnia 2008 roku.

W związku z uzyskaniem przez oba państwa członkostwa w Unii Europejskiej, od 1 maja 2004 roku kontakty gospodarcze między Polską a Czechami są także regulowane przepisami unijnymi.

### Handel zagraniczny
Według danych z 2023 roku wartość obrotów handlowych między oboma krajami osiągnęła 34,6 mld EUR z niewielkim saldem dodatnim (55 mln EUR) po stronie Polski, natomiast w okresie styczeń-wrzesień 2024 obroty handlowe Czech z Polską osiągnęły wartość 26,3 mld EUR z niewielkim saldem dodatnim po stronie czeskie (28 mln EUR).
W 2023 roku największy udział w obrotach handlowych w obu kierunkach miały udział: sprzęt elektryczny i elektroniczny, pojazdy i maszyny.

### Inwestycje
Według danych na koniec trzeciego kwartału 2023 roku skumulowana wartość polskich inwestycji bezpośrednich w Czechach wynosiła ok. 4,2 mld euro. Wśród polskich przedsiębiorstw działających na rynku czeskich znajdują się: PKN Orlen (Orlen Unipetrol),  Allegro, Synthos, banki (PKO BP, mBank), LPP, CCC, Asseco i PKP Cargo.
Według danych z 2022 roku w Polsce wartość inwestycji firm z udziałem czeskiego kapitału wynosiła 1,9 mld PLN. Na rynku polskim funkcjonowało 748 podmiotów z udziałem czeskiego kapitału (przy czym 615 tych firm zatrudniało do 9 osób).

## Nauka, kultura i wymiar międzyludzki
Podstawą współpracy z Republiką Czeską jest Umowa między Rządem Rzeczypospolitej Polskiej a Rządem Republiki Czeskiej o współpracy w dziedzinie kultury, szkolnictwa i nauki zawarta 30 września 2003 r. w Pradze. W dniu 1 czerwca 2017 r., w Gdyni, podpisany został Program współpracy między Ministrem Kultury i Dziedzictwa Narodowego Rzeczypospolitej Polskiej a Ministerstwem Kultury Republiki Czeskiej na lata 2017–2021.
Współpraca polsko-czeska w dziedzinie kultury, a co za tym idzie dyplomacji publicznej i kulturalnej, jest bardzo aktywna zarówno w aspekcie bilateralnym, jak i na forum Grupy Wyszehradzkiej. Od lat prowadzona jest ożywiona współpraca instytucji podległych zarówno MSZ – na czele z Instytutem Polskim w Pradze, jak i resortom kultury. Rokrocznie odbywają się Dni Kultury Polskiej w szeregu czeskich miast. Intensywne są kontakty instytucjonalne oraz bilateralna wymiana wystaw, wizyty teatrów czy prezentacja publikacji oraz przekładów z literatury. Do tradycji należą cykliczne spotkania takie, jak: Międzynarodowy Festiwal Teatralny „Na Granicy”, Festiwal Filmowy „Kino na granicy”, Festiwal Kinematografii Środkowoeuropejskiej 3Kino w Pradze, czy też Polsko-Czeskie Dni Kultury Chrześcijańskiej.
Od początku badania opinii Polaków o innych narodowościach wzrastał procent respondentów deklarujących sympatię do Czechów, z 38% w 1993 roku do 50% w 2002 roku, 63% w 2021 roku i 61% w 2024 roku. Czesi plasują się przez to w XXI wieku w czołówce narodów, które Polacy statystycznie darzą sympatią, na ogół na pierwszym miejscu z sąsiadów Polski (wliczając Węgrów), a w niektórych latach na pierwszym miejscu w ogóle.
Stosunek Czechów do Polaków był oceniany jako chłodniejszy. Od lat 90. XX wieku jednak także poziom deklarowanej sympatii znacząco wzrósł, od 18% w 1991 i 23% w 1993 roku do 50% w 1999 roku i maksymalnie 67% w 2001 roku, wynosząc 53% w 2016 roku. W 2016 roku mimo to Polska była na 12. miejscu wśród badanych krajów pod względem skali sympatii. W latach 20. XXI wieku zaobserwowano znaczący wzrost wyjazdów zakupowych do Polski (w 2023 roku szacowano, że 2 mln. Czechów robiło w Polsce zakupy), co przełożyło się na wzrost zainteresowania Polską i także skali wyjazdów turystycznych. 2024 roku nad samo Morze Bałtyckie przyjechało 550 tys. turystów z Czech.